# Erdkampfabzeichen der Luftwaffe

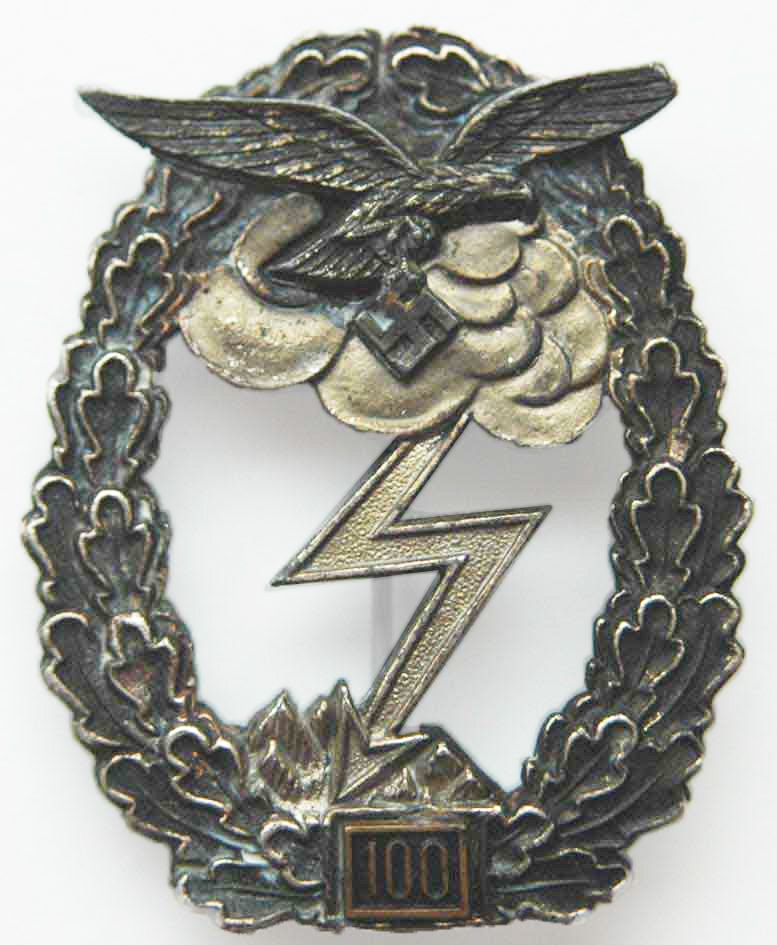
Erdkampfabzeichen in der 5. Stufe mit Einsatzzahl 100

Das Erdkampfabzeichen der Luftwaffe wurde am 31. März 1942 vom Oberbefehlshaber der Luftwaffe Hermann Göring gestiftet und wurde an Angehörige der Luftwaffe verliehen, die sich durch „ausgezeichnete Kampfleistungen“ im Erdkampf bewährt hatten, analog dem Infanterie-Sturmabzeichen des Heeres.

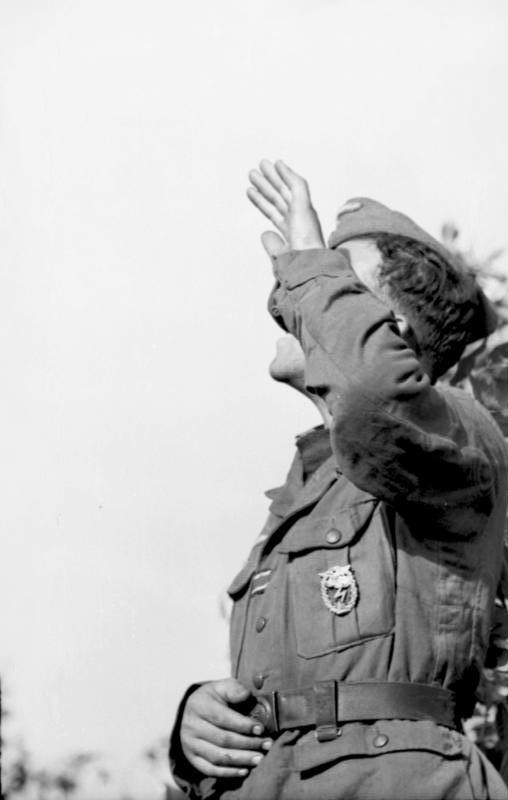
Korrekte Trageweise des Erdkampfabzeichens am Waffenrock eines Flaksoldaten

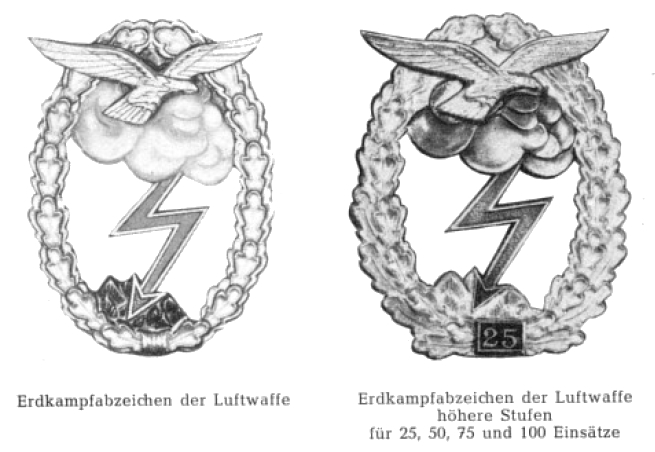
Abbildung des Erdkampfabzeichens der Luftwaffe aus der Nachkriegszeit ohne Hakenkreuz (57er Version)

## Verleihungsbedingungen
Die Verleihung war nur für Einzelpersonen bestimmt und nicht ehrenhalber möglich. Das Erdkampfabzeichen konnte ab 28. Januar 1943 auch an Angehörige des Luftnachrichten- und des Luftwaffen-Sanitätspersonals verliehen werden. An letztere bei besonderer Bewährung bei der Versorgung und Bergung Verwundeter und Verletzter unter Feindbeschuss. Ab dem 22. Februar 1943 war auch eine Verleihung postum möglich.

### Allgemeine Voraussetzungen für die Verleihung
- Teilnahme an Kampfhandlungen, die an drei verschiedenen Tagen in vorderster Front tapfer kämpfend
  - Als Kampfhandlungen, gleichgültig ob sie mit infanteristischen oder artilleristischen Waffen geführt wurden, galten Sturmangriffe oder Nahkämpfe (Mann gegen Mann)
  - Als Sturmangriff war dabei ein Angriff zu sehen, der mindestens zum Einbruch in die feindliche Stellung geführt hatte. Für schwere Infanterie- und Artilleriewaffen war der Begriff „Sturmangriff“ erfüllt, wenn diese den Sturmangriff gemeinsam mit der stürmenden Truppe vorgetragen und durch ihren Einsatz im Nahkampfraum den Einbruch mit erzwungen hatte.

Die bloße Teilnahme an erfolgreichen Kampfhandlungen oder Verdienste in der Truppenführung genügten nicht zur Verleihung des Erdkampfabzeichens. Für Kämpfe gegen Luftziele kam die Verleihung des Erdkampfabzeichens nicht in Frage, sondern das Flakkampfabzeichen der Luftwaffe. Der Beliehene erhielt mit Aushändigung der Auszeichnung ein Besitzzeugnis.

## Stufen
Ursprünglich lediglich in einer Stufe gestiftet, machte es der weitere Verlauf des Krieges schließlich notwendig, auch für das Erdkampfabzeichen höhere Stufen zu schaffen. Dies war der Tatsache geschuldet, dass mehr und mehr Angehörige der Luftwaffen-Felddivisionen die Verleihungsbedingungen des Erdkampfabzeichens übererfüllt hatten. Mit Verfügung vom 10. November 1944, genehmigte Göring schließlich deren Einführung. Die dadurch geschaffene Stufeneinteilung war:
- 1. Stufe – Erdkampfabzeichen
- 2. Stufe – mit Einsatzzahl 25
- 3. Stufe – mit Einsatzzahl 50
- 4. Stufe – mit Einsatzzahl 75
- 5. Stufe – mit Einsatzzahl 100

Die Verleihung des Erdkampfabzeichens der Luftwaffe mit Einsatzzahl ist jedoch nach derzeitigem Wissenstand nicht mehr erfolgt. Vereinzelte Soldbucheintragungen für die Stücke mit Einsatzzahl sind jedoch belegbar.

## Aussehen
Das hochovale Abzeichen (nach einem Entwurf von Sigmund von Weech) zeigt mittig einen Blitz, der aus einer dunklen Wolke in die Erde einschlägt. Es ist von einem Kranz umschlossen, der aus Eichenblättern gebildet ist. Auf der Wolke ist das Hoheitsabzeichen der Luftwaffe, ein nach rechts fliegender Adler mit dem Hakenkreuz in den Fängen, zu sehen.

## Trageweise
Das Erdkampfabzeichen der Luftwaffe konnte von Offizieren in Metallfadenstickerei und von den Mannschaften in Garnstickerei getragen werden. In der Regel wurde das Abzeichen jedoch in der Buntmetallausführung als Steckkreuz auf der linken Brust getragen. Es konnte auch zu allen Uniformen der Partei und des Staates getragen werden. Zur bürgerlichen Kleidung durfte eine verkleinerte Form (16 mm Nadel) des Abzeichens am linken Rockaufschlag getragen werden. Laut dem Gesetz über Titel, Orden und Ehrenzeichen vom 26. Juli 1957 ist das Tragen der Auszeichnung in der Bundesrepublik Deutschland nur ohne nationalsozialistische Embleme gestattet.

## Sonstiges
Luftwaffenangehörige, die zuvor schon ein Waffenabzeichen des Heeres erworben hatten, (z. B. Sturmabzeichen oder Infanterie-Sturmabzeichen) wurde der Umtausch in das Erdkampfabzeichen der Luftwaffe befohlen.